# Davorin Popović

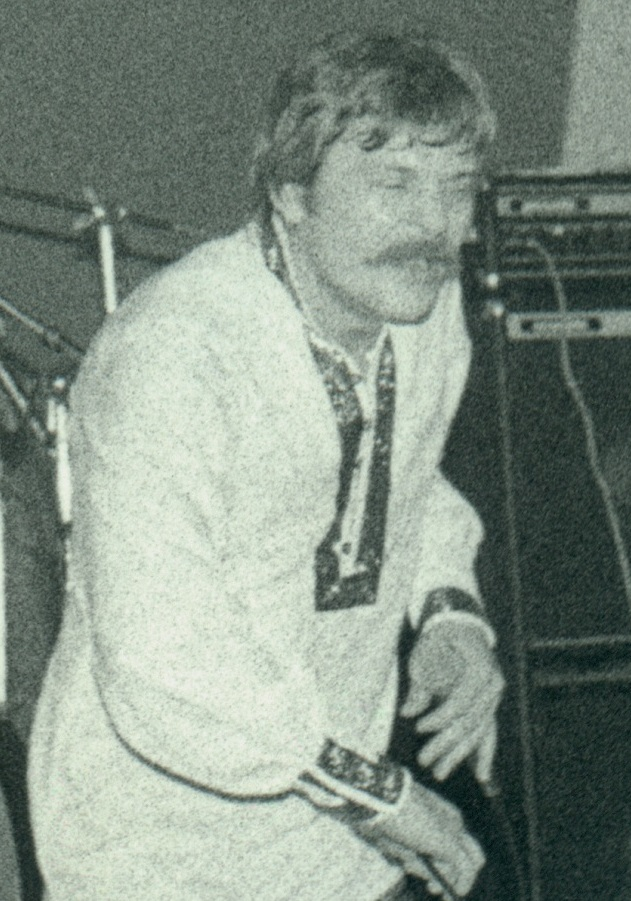
Popović em apresentação no ano de 1979 em Sarajevo

Davor Popović (Sarajevo, Bósnia e Herzegovina, 23 de setembro de 1946- 18 de junho de 2001) foi um cantor bósnio.

## Vida
Davor Popović nasceu em  23 de setembro de 1946 em Sarajevo, Bósnia e Herzegovina. O seu nome verdadeiro era  Davorin, ainda que nos círculo mais estreito da família e os amigos sempre o chamassem de Davor.
Iniciou-se no mundo da música nos inícios dos anos 60 no seio do grupo  Indexi, com o qual conseguiu certo êxito na ex-Jugoslávia.  Mais tarde começou uma carreira a solo durante o qual lançou vários álbuns e um single.

## Festival Eurovisão da Canção
Davor participou no Festival Eurovisão da Canção 1995 com a canção Dvadeset  prvi vijek, com a qual se classificou em  19º lugar entre  23 participantes

## Discografia

### Singles
- Ja sam uvijek htio ljudima da dam / Crveno svjetlo (1976)

### Álbuns
- Svaka je ljubav ista osim one prave (1976)
- S tobom dijelim sve (1984)
- S tobom dijelim sve) (1996)